# Ryan van den Akker
Ryan van den Akker, née Hendrina Adriana Maria van den Akker le 12 août 1960 à Beek en Donk,,,,,, est une actrice et chanteuse néerlandaise.

## Filmographie

### Cinéma et téléfilms
- 1989 : Mijn vader woont in Rio (nl) : Marjolein
- 1989-1991 : Alfred J. Kwak : Alfred J. Kwak
- 1991 : We zijn weer thuis (nl) : Mieke Tollema
- 1992-1995 : Bureau Kruislaan (nl) : Jenny Brink
- 1993 : Oppassen!!! (nl) : L'infirmière
- 2002 : Baantjer : Sanne

## Discographie

### Comédie musicales
- 1991–1993 : Tsjechov : Lika
- 1992–1994 : Cyrano de Musical : Roxane
- 1994–1996 : My Fair Lady : Eliza Doolittle
- 1997–1998 : De Jantjes : Jans
- 1999–2001 : Elisabeth: Elisabeth
- 2000–2001 : Rex de Musical : Joke
- 2002–2003 : Aspects of Love : Rose
- 2006–2007 : Pol de Musical : Rôle inconnu